# Robert Raymond (1er baron Raymond)
Robert Raymond (20 décembre 1673 - 18 mars 1733) est un juge et homme politique britannique qui siège à la Chambre des communes entre 1710 et 1724.

## Biographie
Il est le fils du juge Sir Thomas Raymond. Il fait ses études au Collège d'Eton et au Christ's College, à Cambridge. Il devient avocat en 1697 et est admis au Lincoln's Inn en 1710 . Il succède à son père en 1683 et est fait chevalier le 20 octobre 1710.
Aux élections générales de 1710, il est élu député de Bishop's Castle et conserve son siège aux élections générales de 1713 . Il est réélu député de Yarmouth (île de Wight) aux élections générales de 1715, mais est démis de ses fonctions en 1717. Il est réélu au Parlement lors d'une élection partielle à Ludlow le 26 mars 1719. À l'élection générale de 1722 Il est réélu sans opposition à Helston, mais il démissionne de son siège en 1724. En 1725, il est investi en tant que conseiller privé .
Raymond, un conservateur, est nommé le 2 mars 1725, au poste de Lord juge en chef d'Angleterre et du pays de Galles, poste qu'il occupe jusqu'à sa mort.
En 1731, il est élevé à la pairie sous le nom de Lord Raymond, baron des Abbots Langley dans le comté de Hertford. À la Chambre des lords, il tente d'empêcher la Chambre des communes d'abandonner le droit en français et de le remplacer par l'anglais. Pour Raymond, mettre fin au langage traditionnel pourrait conduire à d'autres "modernisations", telles que le gallois pour les tribunaux gallois. Cependant, son opposition échoue et en 1733, les tribunaux sont anglicisés .
Il épouse Anne, fille de Edward Northey de Woodcote Green, procureur général d'Epsom, Surrey, et a un fils. En 1720, il construit pour lui-même une maison de campagne et le domaine à Langleybury au nord de Watford dans le Hertfordshire. Son monogramme et son chiffre, un griffon dans une couronne, sont encore visibles à l'extérieur du bâtiment.